# Shangqing-Daoismus
Shangqing (chinesisch 上清 – „höchste Reinheit“) ist eine Schule des Daoismus, die Ende des 4. Jahrhunderts in China auftrat. Die Höchste Reinheit wird als Himmlischer Palast angesehen, wo die Unsterblichen und die wahren Wesen residieren. Shangqing-Daoisten betrachten den Körper als reines und vollkommenes Netzwerk kosmischer Energien. Diese Schule geht auf umstrittene frühe Werke zurück, die schließlich zum Bestandteil der „Höhlenschriften“ (sandong) wurden und dort den höchsten Rang innehatten. Die Shangqing-Schule ist geprägt durch die Techniken der visuellen Meditation und die alten Techniken, wie sie z. B. von Ge Hong vertreten wurden, traten in ihr in den Hintergrund. Die Shangqing-Schule stellt die erste Schule des Daoismus dar, die ein gegliedertes und kohärentes Ganzes darstellt, das sich auf kanonische Texte gründet und streng reglementierten Vorschriften der Überlieferung gehorcht.
Die Schule des Shangqing basiert auf Schriften, die Yang Xi, über den kaum etwas bekannt ist, der Legende nach in den Jahren zwischen 364 und 370 von Göttern und Geistern offenbart und diktiert wurden. Er soll also nur als Medium fungiert haben, der Offenbarungen höherer Wesen empfing. Daher soll die Quellen dieser Schule extramundanen Ursprungs sein. Bei einigen der ihm erschienenen Geister handelt es sich um Unsterbliche aus den Zeiten der über hundert Jahre zuvor erloschenen Han-Dynastie. In den Jahrhunderten nach ihrer Gründung verbreitete sich die Shangqing-Bewegung vor allem unter der Klasse der chinesischen Iiterati und stellte eine Konkurrenz der südchinesischen Kultur zur Bewegung der Himmelsmeister dar, welche danach trachteten, die Eigenständigkeit der südchinesischen Kultur zu unterdrücken. Der Textkorpus wurde später durch die Schriften von Tao Hongjing (456–536) bereichert, der sie als ihr neunter Linienhalter und wichtigster Denker zu einer exklusiven Richtung mit bekannten Klöstern, Verehrungsorten und Liturgien machte.
Die Techniken der Shangqing-Schule, deren Ursprünge sich bis zu den ekstatischen Flügen der Schamanen der Zhou-Zeit zurückverfolgen lassen, wie sie in den Chuci beschrieben werden, basieren auf visuellen Meditationen, bzw. visionärer daoistischer Mystik oder geistiger Imagination, und die älteren Techniken des Daoismus wie physische Übungen, Anwendung von Drogen und Heilkräutern oder operative Alchemie treten in ihr zurück. Die Götter erscheinen in dieser Schule nicht als Wesen, die durch magische Formeln bezwungen werden können, wie bei den Himmelsmeistern, sondern als Fürsprecher und Vermittler von Wissen, die dem Adepten die Schlüssel zu den himmlischen Reichen überbringen und dementsprechend stellt das Shangqing die erste Schule des Daoismus dar, die echte Hymnen an Gottheiten hervorgebracht hat.
Im Shangqing trachte der Adept danach, sich mittels der Imaginationsmethoden zu vergöttlichen und zu kosmisieren, so dass sein mikrokosmisches Wesen ein Abbild des Makrokosmos wird und er somit das Dao verwirklicht. Das Ziel des Shangqing besteht darin, die Vielheit des menschlichen Geistes und Körpers zu einer komplexen Einheit zu verschmelzen und zur Harmonie zu bringen und so zur ursprünglichen Einheit zurückzukehren. Der Adept nimmt teil an der Welt der Götter mit himmlischer Musik, prächtigen Höfen, Baldachinen aus bunten Federn, Drachenscharen, singenden Phönixen und prächtigen Wagen, sucht Paradiese auf, gelangt zu den Weltenbergen, bereist die Gestirne, visualisiert die Körpergottheiten, absorbiert das Qi der neun uranfänglichen Himmel und Ähnliches mehr. Diese imaginativen Reisen lassen sich nur mittels Führern, Karten, Talismanen und der Kenntnis geheimer Namen der Götter und der zu durchschreitenden Pforten durchführen. Am Beginn aller Übungen steht das sehen lernen. Damit verbunden sind Visualisierungen der Gottheiten im Körper sowie die Harmonisierung des eigenen Energienetzwerkes mit den großen Energiefeldern des Dao. Der eigene Körper wird „kosmisiert“.
Der wichtigste Text des Shangqing ist das Dadong zhenjing, der wahrhafte Klassiker der großen Höhle (bzw. Tiefe). Er wird von den Adepten rezitiert und dies soll die Unsterblichkeit gewährleisten, was die Alchemie des früheren Daoismus überflüssig machte.
Der Hauptsitz der Shangqing-Schule war der Berg Mao Shan, der auch heute noch daoistische Klöster beherbergt und die Schule wird dementsprechend auch Maoshan-Schule genannt. Das Shangqing wird nach wie vor in China praktiziert.